# Aeropuerto Internacional Astor Piazolla
Aeropuerto Internacional Astor Piazolla (IATA:MDQ, ICAO:SAZM) is een luchthaven, ten noorden van de Argentijnse havenstad Mar del Plata, in de provincie Buenos Aires. Ze is sedert 2008 genoemd naar de muzikant Astor Piazzolla, die in Mar del Plata werd geboren. Daarvoor was de luchthaven genoemd naar brigadegeneraal Bartolomé de la Colina.
De luchthaven wordt uitgebaat door Aeropuertos Argentina 2000 S.A. De huidige terminal werd gebouwd voor de wereldbeker voetbal van 1978 en uitgebreid voor de Pan-Amerikaanse Spelen van 1995.  